# Sète
Sète (AFI: [sɛt], in occitano Seta) è un comune francese di 43 139 abitanti del dipartimento dell'Hérault, in Occitania.
La grafia attuale del nome è del 1928; prima di quella data era noto come Cette (anche in occitano con Ceta o Ceto).
Sète è il secondo porto per importanza della Francia sul Mediterraneo dopo Marsiglia.

## Posizione geografica
La città di Sète si trova a 32 km a sud-ovest della città di Montpellier, direttamente sul Mar Mediterraneo, su uno stretto promontorio tra il Mar Mediterraneo e la laguna Étang de Thau, lunga 18 km (chiamata anche "Bassin de Thau"). Sète è circondata dall'acqua praticamente su tutti i lati e per questo è conosciuta anche come la "Piccola Venezia della Linguadoca". Il centro della città è il Canal du Midi,  dove si trovano molti negozi di souvenir e ristoranti. Dal punto di vista stilistico, la città è un misto di stili mediterranei con uno spiccato accento italiano.
Sète ha dodici ponti, tra cui tre ponti a bascula e due ponti girevoli. Il quartiere "Haut", che costeggia la collina della città, ha conservato ancora oggi il suo fascino pittoresco. La collina di Mont Saint-Clair, alta 183 metri e situata al margine meridionale della città, è una roccia calcarea che offre una vista panoramica sulle acque in tutte le direzioni. Il porto esiste dal luglio 1666 e il santo patrono del porto e della città è Luigi IX, canonizzato nel 1297.
Lungo la strada che attraversa il banco di sabbia "Le Toc" per raggiungere la città di Cap d'Agde, a 19 km di distanza a sud-ovest di Sète, si trovano diverse spiagge sabbiose per una lunghezza di 15 km, utilizzate da locali e turisti per la balneazione in estate. Intorno all'Étang de Thau si sono insediati nel corso della storia villaggi di pescatori e viticoltori.

## Origini del nome e variazioni ortografiche
Già alla fine dell'Età del Bronzo (1100-800 a.C.), le prime tracce si trovano sul sito dell'attuale Sète. Sono state scoperte nel 1973 e si trovano nel Bassin de Thau, sotto 2 m d'acqua. A Sète è stato scoperto anche il frammento di un lingotto di rame a forma di bue (i cosiddetti lingotti a pelle di bue), probabilmente risalente alla fine del XII o all'inizio dell'XI secolo a.C. e probabilmente un'imitazione dei lingotti di bue ciprioti prodotti in Sardegna. Il nome della città compare già nell'antichità in Tolomeo (Geografia II,10.2) come Σήτιον ὄρος (Monte Setion) e in Avieno (Ora maritima) come Setius mons con lo stesso significato e con il nome dell'attuale Mont Saint-Clair.
Il toponimo di Sète deriva quindi dal nome stesso del monte Saint-Clair che domina la città e che, visto dai centri abitati circostanti, faceva pensare ad una balena sul mare (dal latino cetus, o dal greco kêtos, balena poi trasformatosi in ceta, o cetia, e seta). Tuttavia la località fu inizialmente conosciuta con il nome di Montmorencette, a seguito della costruzione di una fortezza sulla sommità della montagna da parte del duca di Montmorency.
Dalla seconda metà del Seicento, fino al 1927, in città si sono alternate ufficialmente la grafia di Sète e Cette, con la prevalenza dell'una o dell'altra a seconda delle epoche, accompagnate talvolta da alcune varianti ortografiche. Nel 1666, sotto il regno di Luigi XIV, iniziò la costruzione del porto e la grafia più ricorrente fu quella di Sète, storpiata a volte in Sette e affiancata saltuariamente da quella di Cette. Nel corso del XVIII secolo, Cette fu la grafia di maggior diffusione, il che non impedì tuttavia che venisse utilizzata anche quella di Sète.
Il 23 ottobre 1793, venne deciso che Cette (in francese "questa") si poteva confondere con il pronome dimostrativo corrispondente e che l'unica forma di trascrizione ufficialmente accettata sarebbe stata Sète. Alcuni anni più tardi, tuttavia, la grafia di Cette riapparve, affiancandosi, anzi imponendosi, e non solo nell'uso ufficiale, su quella di Sète. Oltre un secolo più tardi, e cioè il 27 agosto 1927, il consiglio comunale, sulla base delle stesse argomentazioni avanzate nel 1793, presentò una petizione al governo affinché dichiaresse come valida solo la forma di Sète. La domanda fu prontamente accolta e in un decreto datato 20 gennaio 1928 venne ufficializzata definitivamente tale grafia, tuttora vigente.

## Immigrazione italiana
Sète fu popolata in gran parte, nella seconda metà XIX secolo e nei primi decenni del secolo successivo, da italiani e da corsi. L'arrivo dei primi immigrati italiani risale al 1843: il primo censimento del XX secolo ne quantificò la presenza in circa 500 unità. La comunità italiana continuò a crescere nei decenni successivi.
L'importanza della presenza italiana è curiosamente testimoniata anche dal principale gruppo di sostenitori della squadra di calcio cittadina (FC Sete), che ha scelto di utilizzare la lingua italiana per la propria denominazione: Brigata Verde Bianca.

## Infrastrutture e trasporti

### Porti
Sète è il punto di partenza orientale del Canal du Midi e il punto finale del Canal du Rhône à Sète.
Da Sète partono navi per la Spagna, il Marocco e la Tunisia.

## Amministrazione

### Gemellaggi
- Neuburg an der Donau, dal 1986
- El Jadida, dal 1992
- Cetara, dal 2003

## Società

### Evoluzione demografica
Abitanti censiti

## Cultura
Nel corso del ventesimo secolo, Sète ha visto nascere un'importante attività artistica. Molte personalità locali si sono rese note a livello nazionale o internazionale.
Tra gli artisti, Hervé Dirosa e Robert Combas hanno contribuito alla nascita del movimento della Figuration Libre negli anni settanta.
Il cantante locale più famoso è senza dubbio Georges Brassens, che nel 1966 ha popolarizzato la città con la sua canzone Supplique pour être enterré sur la plage de Sète.
Grazie a questi artisti sono nati due musei: il primo, l'Espace Brassens, dedicato alla vita del cantautore, e il secondo il Musée International d'Art Modeste, detto MIAM, fondato da Hervé Dirosa e l'artista di Montpellier Bernard Belluc.
Due altri nomi famosi legati alla città di Sète sono quelli dello scrittore e poeta Paul Valéry e dell'attore, sceneggiatore e scrittore Jean Vilar, entrambi nati a Sète. Paul Valéry è sepolto nel Cimetière Marin, situato sulla collina di Saint-Clair e dove tutte le tombe hanno per sfondo il mare. A Jean Vilar invece è stato intitolato un teatro, conosciuto dagli abitanti come "Théâtre de la mer" per la sua posizione ricavata in un ex fortezza sulla costa.
Oggi Sète ospita nel corso dell'anno molti festival di musica, teatro, cinema o arte visive.

### Cinema
I registi hanno spesso scelto Sète, con i suoi paesaggi mediterranei e i suoi quartieri popolari, come décor per i loro film. Tra i primi, vi è la cineasta Agnès Varda, che ha trascorso parte della sua adolescenza durante la guerra nel quartiere di la Pointe Courte, una zona di pescatori sita sulla laguna di Thau. La regista realizza a Sète il suo primo film, La Pointe Courte, con gli attori Philippe Noiret e Silvia Monfort. Nel 2008, torna in città per Les Plages d'Agnès, un film autobiografico. Nel film La Pointe Courte è messa in scena e documentata la tradizionale giostra acquatica di San Luigi che ogni anno si svolge a fine agosto.
Nel 2007, Abdellatif Kechiche sceglie Sète per il suo lungometraggio Cous Cous, nel quale fa recitare attori professionisti come abitanti della città. Sempre qui il regista ambienta il suo Mektoub, my love: canto uno.
Di recente Sète ha anche accolto le riprese di due serie TV, Candice Renoir e Demain nous appartient. Il successo della seconda ha anche suscitato un grande interesso turistico, con la creazione di tour dedicati ai luoghi del programma.

## Sport
Sète può vantare un club locale calcistico, il Football Club de Sète 34 che, nonostante per gran parte della sua storia abbia militato nelle serie inferiori del campionato francese, ha ottenuto nei primi anni di storia del campionato transalpino ben due titoli nazionali. Il fatto è di particolare prestigio se si considera che città ben più grandi e popolose ne possono annoverare di meno.